# Nezamyslice (Prostějovi járás)
Nezamyslice település Csehországban, a Prostějovi járásban. Nezamyslice Němčice nad Hanou, Tištín, Víceměřice, Mořice, Doloplazy, Dřevnovice és Ivanovice na Hané településekkel határos. Lakosainak száma 1494 fő (2024. január 1.).

## Népesség
A település lakosságának változását az alábbi diagram mutatja:
| Lakosok száma | 980  | 1155 | 1469 | 1306 | 1401 | 1277 | 1498 | 1472 | 1485 | 1494 |
|               | 1869 | 1890 | 1921 | 1950 | 1980 | 2001 | 2017 | 2019 | 2022 | 2024 |